# Rzeszów Klezmer Band
Rzeszów Klezmer Band – polski zespół muzyczny, powstały pod koniec 2004 roku. Jego twórczość opiera się na standardach muzyki klezmerskiej, ale nosi również znamiona jazzu i tradycyjnej muzyki europejskiej. Pod koniec stycznia 2005 nagrał pierwszą płytę, która została zatytułowana Siedem. Laureat I Nagrody na IV Podkarpackim Przeglądzie Zespołów Kameralnych w 2006 r., zagrał wiele koncertów na terenie kraju i poza jego granicami. Cyklicznie występuje m.in. w Knajpie u Fryzjera w Kazimierzu Dolnym. W sierpniu 2007 r. wystąpił na Sziget Festival na Węgrzech. We wrześniu 2007 r. zagrał na IV Festiwalu Kultury Żydowskiej „Warszawa Singera”, podczas którego wystąpił w trakcie udanego ustanawiania nowego Rekordu Guinnessa w Największym Tańcu do Muzyki Klezmerskiej. We wrześniu 2008 r. wystąpił podczas I Międzynarodowego Festiwalu Klezfiesta w Buenos Aires. W lutym 2009 wydał drugą płytę zatytułowaną Kameleon.

## Skład zespołu
- Jacek Anyszek – klarnet
- Mateusz Chmiel – klarnet, saksofon
- Dariusz Kot – akordeon
- Wojciech Jajuga – kontrabas
- Kamil Siciak – perkusja, instrumenty perkusyjne

## Dyskografia
- Siedem (2005)
- Kameleon (2009)